# Garnett Smith
Garnett Smith (* 22. September 1937 in Richmond, Virginia) ist ein US-amerikanischer Schauspieler.

## Karriere
Smith wuchs in Richmond auf. Nach seiner Ausbildung begann er Anfang der 1960er Jahre eine Karriere als Theaterschauspieler und Musical-Darsteller und trat in zahlreichen Off-Off-Broadway, Off-Broadway- und Broadway-Produktionen in New York City auf.
Sein Filmdebüt hatte Smith 1971 in der Filmkomödie Mortadella mit Sophia Loren. Es folgten in der ersten Hälfte der 1980er Jahre weitere Rollen in Filmen, so 1983 in dem Brian-De-Palma-Film Scarface und 1985 in dem Fernsehfilm Spiegel.
Smith wirkte zwischen 1979 und 1993 auch in zahlreichen Fernsehserien mit, beispielsweise in Quincy, Knight Rider, Computer Kids, Das Model und der Schnüffler, Das A-Team und Mord ist ihr Hobby.
Zu den Titeln „Sweet Jamaica“ des Soundtracks von Cool Runnings – Dabei sein ist alles (1993) und „It's Growing“ der Dokumentation The Reggae Movie (1995) steuerte er die Texte bei.
Im deutschen Sprachraum wurde er unter anderem von Raimund Krone und Lothar Blumhagen synchronisiert.

## Filmografie (Auswahl)

### Film
- 1971: Mortadella (Lady Liberty)
- 1980: Whitcomb's War
- 1981: Nuts and Bolts (Sprecher; Fernsehfilm)
- 1981: Escape from DS-3
- 1983: Scarface (auch: Scarface: Toni, das Narbengesicht)
- 1983: Laboratory
- 1984: Frankenstein's Great Aunt Tillie
- 1985: Spiegel (Mirrors; Fernsehfilm)
- 1993: Cool Runnings – Dabei sein ist alles (Soundtrack)
- 1995: The Reggae Movie

### Fernsehen
- 1979: Delta House
- 1980: CBS Library
- 1981: The Greatest American Hero
- 1979–1982: Quincy
- 1983: Knight Rider
- 1984: Computer Kids
- 1985: Three's a Crowd (auch: Three's Company, Too)
- 1985: Das Model und der Schnüffler
- 1985: Me and Mom
- 1983–1985 Das A-Team
- 1985: Mord ist ihr Hobby
- 1993: Ein Strauß Töchter (Sisters)

## Theater (Auswahl)
- 1962: Julius Caesar (Heckscher Theatre; Off-Broadway)[2]
- 1964: Ernest in Love (Equity Library Theatre Revival; Off-Off-Broadway)[3]
- 1967: Shoemakers' Holiday (Orpheum Theatre; Off-Broadway)[2]
- 1967: Rosencrantz and Guildenstern Are Dead (Komödie; Broadway)[1][3]
- 1969: Canterbury Tales (Musical; Broadway)[1][3]
- 1971: Scratch (Musical; Broadway)[1][3]
- 1972: Dear Oscar (Musical; Broadway)[1][3]
- 1974: The Magic Show (Musical; Broadway)[1][3]
- 1977: The Crazy Locomotive (Theater Four; Off-Broadway)[2]
- 2016: Noises Off (Palm Canyon Theatre)